# یخی
این منطقه از توابع بخش مرکزی دهستان جابر انصار آبدانان میباشد که در ضلع جنوب شرق این شهرستان قرار دارد، بر اساس سرشماری مرکز آمار ایران در سال ۱۳۹۵ دارای سه خانوار میباشد.
مالکیت این دهستان منتسب به ایل زرگوش،تیره آیه وند میباشد،سابقه احداث ساختمان در این منطقه مربوط به دوره پهلوی اول و در راستای طرح اسکان عشایر فی مابین سالهای ۱۳۰۴ تا ۱۳۲۰ میباشد.
آب و هوای این منطقه معتدل و نسبت به دمای بخش مرکزی شهرستان خنک تر میباشد، از لحاظ بافت گیاهی پوشیده از درختان بلوط و بنه و ارزن میباشد.رودخانه دائمی یخی یکی از سرچشمه های اصلی رودخانه دویرج میباشد که نهایتا به سد دوریج در شهرستان دهلران سرازیر می‌گردد.
راه دسترسی به این دهستان از نوع خاکی و کوهستانی بوده که مشکلات زیادی را برای عشایر این منطقه ایجاد نموده است.
شغل عشایر این منطقه دامداری و کشاورزی میباشد.

## جمعیت
این روستا در دهستان جابرانصار قرار دارد و براساس سرشماری مرکز آمار ایران در سال ۱۳۸۵، جمعیت آن زیر سه خانوار بوده‌است.